# Бойд, Луиза
Луиза Арнер Бойд (англ. Louise Arner Boyd; 16 сентября 1887, США — 14 сентября 1972, США) — американская исследовательница и путешественница, член Американского географического общества. За изучение Арктики и Гренландии получила прозвища «Королева Льда» и «Леди Арктика». Открыла Америке и всему западному миру красоты Полесья, в особенности Пинского Полесья.  Вошла в историю как первая женщина, спланировавшая, финансировавшая и возглавившая арктическую экспедицию.

## Семья, детство, ранние годы
Отец будущей путешественницы владел золотым рудником в Калифорнии. Помимо Луизы, в семье было два старших брата, которые скончались в юности из-за болезни сердца. Вскоре умер отец и мать, так в 1919 году в возрасте 33 лет Луиза Арнер Бойд стала обладательницей многомиллионного состояния, одной из богатейших женщин Америки.
С юности Луиза отличалась неординарным, импульсивным характером. В 1918 году покинув США, Бойд уехала в Европу и Египет, чтобы в качестве медсестры бороться с эпидемией испанки, унёсшая жизнь около 100 миллионов человек.

## Научная деятельность
В 1924 году Луиза Арнер Бойд впервые увидела полярные льды на архипелаге Шпицберген. Начинающую исследовательницу заинтересовали бескрайние льды и она организовала первую экспедицию в Арктику.
В 1926 году американка зафрахтовала норвежское судно «Хобби» и вновь отправилась покорять Арктику. В ходе второй экспедиции отснят фильм (21 тысяча футов киноплёнки), сделано 700 фотографий и добыто 11 шкур белых медведей.
В 1928 году Луизу Бойд правительство Норвегии наградило крестом Святого Олафа — американка стала третьей женщиной в мире, получившей столь высокую награду. Такой жест Норвегии — знак благодарности Луизе Бойд за полугодовые поиски в Баренцевом море Руаля Амундсена. Знаменитый полярник первой половины XX века Руаль Амундсен потерпел крушение в Баренцевом море, когда направился на поиск итальянского воздухоплавателя Умберто Нобиле. Дирижабль «Италия», на борту которого было 16 человек, пропал в мае 1928 года, возвращаясь с Северного полюса Земли. Попытки американки найти потерпевших бедствие коллег оказались тщетны, но сам факт заставил научное сообщество по-другому относиться к неординарной гражданке США. Путешественница сыскала уважение и авторитет.
Активное изучение Гренландии и глубин океана вблизи северо-восточной оконечности Норвегии американка осуществляла в 1937—1938 годах. Несмотря на признание мировой общественностью заслуг и преклонный возраст, Луиза Арнер Бойд в 1955 году на самолёте «Дуглас DC-4» отправилась в рискованный полёт. Авиалайнер, пробыв 16 часов в воздухе, достиг Северного полюса и вернулся обратно в Норвегию. Так, 67-летняя американская путешественница стала первой женщиной, побывавшей на Северном полюсе. 
Луиза Бойд вкладывала в науку свои личные средства, доказав всему миру, что деньги могут служить общечеловеческим целям.  Скончалась на 85-м году жизни, 14 сентября 1972 года.

## Спецзадание от правительства США
Во время Второй мировой войны (1939—1945) Луиза Арнер Бойд получила специальное задание от правительства США. Исследовательница должна была детально изучать магнитное поле Северного полюса, так как через этот регион Земли проходили международные сеансы радиосвязи «Европа—США» и очень часто случались помехи. Бойд разобралась в проблеме и подготовила отчёт про возможность обустройства военного аэродрома на Баффиновой Земле.

## Луиза Арнер Бойд и Полесье
В 1934 году американская исследовательница приняла участие в работе международного конгресса географов в Варшаве. Тогда же она совершила научную экспедицию по землям восточной Польши.
Путь американки пролёг от Перемышля и Львова, через Ковель, Кобрин, Пинск, Клецк, Несвиж и далее через Слоним на Вильно. Особым желанием у неё было посмотреть «экзотику среди болот» — Пинское Полесье.
В сентябре-октябре 1934 года Бойд находилась в Пинске и современном Пинском районе (Брестская область, Беларусь). Помимо личного водителя, её сопровождали польские географы Станислав Гожуховский и Ванда Ревеньская. В Пинске, в городской гостинице «Английская» (здание сохранилось до наших дней по адресу: г. Пинск, ул. Ленина, 2) расположился временный штаб экспедиции, откуда американка выезжала в пинские сёла.
Древний Пинск и его окрестности — Городище, Кнубово, Кудричи, Курадово, Пинковичи, Тупчицы, очаровали легендарную американку.
Вот, что сама Луиза Бойд писала в своих дневниках по визиту на Пинское Полесье:
За свою жизнь я видела много различных ярмарок в разных странах мира, но нигде не видела того уникального и интересного, что я увидела в Пинске. Этот город является перекрестком путей, где со всей околицы прибывают и встречаются люди, которых разделяют десятки километров воды. «…» Обычно болота описываются как нечто экстремально плоское и монотонное, чего я здесь не увидела, так как моей главной целью были только местные жители… Живущие на водных путях или среди них, создают своеобразный этнический стержень, который отличает этих людей от других.
Множество фотографий посвящено рекам, болотам, озёрам, многочисленным протокам и, несомненно, рыбакам и челнам. Результатом поездки явилась публикация в 1937 году в Нью-Йорке фотоальбома «Польская провинция» (Polish Countrysides) и, несомненно, открытие для всего мира Полесья во всей его многогранности, самобытности и оригинальности.
Историк-краевед из Пинска Эдвард Злобин заявил в интервью Белорусскому Радио Рация:
...Беларуси и нашему Полесью открывается имя американки Луизы Арнер Бойд, которая известная во всем мире в том числе своей экспедицией по стране лесов и болот. Не забывайте, что именно Луиза Бойд сделала открытие для американского мира Полесье во всей его многогранности, самобытности и оригинальности.
В 1984 году в Милуоки (США) с грандиозным успехом прошла выставка «Полешук глазами Луизы Бойд», которая через три года экспонировалась в Польше. А в 1991 году в Кракове был издан фотоальбом «Кресы», большая часть снимков которого посвящена Полесью.

## Дорогами экспедиции Луизы Бойд. Память
В 2002 году Норвежский институт полярных исследований и Всемирный фонд дикой природы (WWF) создали специальный сайт для отслеживания перемещений белых медведей по Арктике. Одну из самок, которую взяли на контроль, назвали Луизой в честь американской исследовательницы Луизы Арнер Бойд (1887—1972). В США создан и действует музей-библиотека имени легендарной путешественницы. В США и Польше регулярно проходят вечера и выставки, посвящённые исследовательнице.
В 2015 году до увековечивания памяти Луизы Арнер Бойд присоединилась Беларусь. Информационно-просветительское учреждение «Институционального развития» при поддержке Посольства США в Республике Беларусь и при содействии белорусских властей реализовало долгосрочный межгосударственный проект «Дорогами экспедиции Луизы Арнер Бойд. К 80-летию легендарной экспедиции американки». Проект реализован на территории Пинского района (Республика Беларусь, Брестская область), им было предусмотрено: съёмки документального фильма, установление памятной композиции, разработка туристического маршрута.
В апреле 2015 года в Пинске состоялась презентация туристического маршрута «Дорогами экспедиции Луизы Арнер Бойд». Туристический маршрут пролегает через те деревни и сёла Пинского района, в которых побывала легендарная американка.
В интервью газете «Комсомольская правда в Беларуси» автор и координатор проекта Дмитрий Кисель сообщил:
Эта тема всплыла благодаря публикациям литературоведа Адама Мальдса. Он отметил, что Луизу Бойд знают как исследовательницу Полесья в Польше и США, но только не в Беларуси. Я задумался, действительно, я ведь сам из Пинска, но ничего о ней не знаю. Решил обратиться за помощью в посольство США. Американцы поддержали мое предложение, выкупили в США два фотоальбома из частных коллекций и передали нам. Мы перевели выдержки из дневника на белорусский, русский и польский языки, оцифровали фотографии и издали альбом. В Пинске разработан также туристический маршрут по следам путешествия Луизы Бойд. Тем более это и сейчас привлекательные для туристов места. Например, деревни Кудричи и Пинковичи. Бойд сделала около 700 фото, а в фотоальбоме их 110. Остальные хранятся в нью-йоркском архиве. Надеемся, что и они станут доступны для нас. Тираж фотоальбома ограниченный – 200 экземпляров и распространяется он по музеям и библиотекам Брестской области.
В декабре 2015 года в д. Пинковичи (Пинский район, Брестской области) состоялась презентация фотоальбома «Полесье Луизы Бойд» и показ документального фильма «Полесье Луизы Бойд».
В августе-ноябре 2016 года Информационно-просветительское учреждение «Институционального развития» при гуманитарной поддержке Посольства США в Республике Беларусь и при организационной поддержке Пинского районного исполнительного комитета учредили и провели Первый полесский фотоконкурс имени Луизы Арнер Бойд.
В октябре 2016 года в Пинковичах, Пинский район, установлен памятный знак в честь экспедиции Луизы Арнер Бойд по Пинскому Полесью.
В марте 2018 года Гуманитарно-просветительское общественное объединение «Содружество Полесья» (объединение создано на базе учреждения «Институционального развития» и является его правопреемником), выпустило туристический промо-ролик и буклет «Источники природной силы Пинщины», где особое значение уделяется прибыванию Луизы Арнер Бойд на Полесье. Между всего прочего, в своём вступительном слове председатель ГПОО «Содружество Полесья» Дмитрий Кисель отметил важность полесской экспедиции американки.
В сентябре 2018 года к 130-летию легендарной американской исследовательницы Луизы Арнер Бойд гуманитарно-просветительское общественное объединение «Содружество Полесья» переиздало фотоальбом «Полесье Луизы Бойд».